# Холопий городок (на Мологе)
Холопий городок, Старый Холопий или просто Холопий — древнерусский торговый город (XIV—XVI вв.) на реке Мологе, позднее село Старое Холопье, Борисоглебское; затоплено при строительстве Рыбинского водохранилища.

## Географическое положение
Располагался в 50 км от устья Мологи при впадении реки Удрасы поблизости от Старохолопского переката. В атласе Замысловского и на карте Любавского, без объяснения и неправильно, Холопий городок показан при впадении реки Мологи в Волгу.

## Легенды об основании
С. Герберштейн, а за ним и П. Петрей, сохранили предание, что Холопий городок был основан новгородскими рабами при таких обстоятельствах: новгородцы ходили для осады Херсонеса, где и пробыли 7 лет; в это время жёны их вышли замуж за рабов; рабы по возвращении господ встретили их с оружием, но господа, оставив мечи и копья, пошли на них с бичами и обратили в бегство; холопы эти бежали затем на Мологу и, укрепившись здесь, основали городок, получивший впоследствии наименование Холопьего. Это сообщение Герберштейна повторено и Стрыйковским, и Витсеном и др.; но русскими летописями сказание это не подтверждается, и потому историческим фактом считаться не может. Н. М. Карамзин прямо называет это сообщение Герберштейна сказкой. Напротив, летописи подобный рассказ сообщают об основании гор. Хлынова, да и то едва ли не в подражание греческой легенде об основании скифскими рабами города Тарента. Однако А. И. Мусин-Пушкин считал, что поводом для предания были всё-таки русские события «по случаю какого-нибудь возмущения слуг против господ своих». Не исключено, что первоначальным этапом бегства холопов был ещё один Холопий городок — на Волхове.
На основании того, что первыми жителями города указаны новгородцы, колонизация которыми этого края происходила ещё до «призвания варягов», древность Холопьего городка ярославский краевед А. И. Артемьев считал по крайней мере современной Ростову. Он также предполагал, что в XIV веке Холопий городок мог быть становищем одной из шаек ушкуйников, которые составлялись большею частью из холопов, державшихся здесь именно потому, что, при развившейся тогда торговле на Волге, было кого пограбить.

## Ярмарка
Ярмарка в Xолопьем городке в удельное время была самой значительной во всём верхнем Поволжье. Карамзин и Костомаров называли её первой в России.
Ещё в начале XIV века, при великом князе Иване Даниловиче, по всей вероятности сюда, как говорит и Троицкий, а не на устье Мологи, как пишут Карамзин и Костомаров, съезжались для продажи и покупки купцы разных стран — немцы, поляки, литовцы, греки, армяне, персы, итальянцы и допускавшиеся тогда для внутренней русской торговли только в один Холопий городок татары и турки.
Что ярмарка первоначально находилась не «при устье реки Мологи», а переведена была сюда только впоследствии, подтверждается словами духовной великого князя Ивана III. В ней говорится: «А что есми свел торг с Холопьяго городка на Мологу, и тот торг торгуют на Молозе съезжаяся, как было при мне». Однако Герберштейн, посещавший Московию в 1517 году, говорит о ярмарке в Xолопьем городке и притом о ярмарке многолюдной. Есть известие, что во второй половине XVI в. ярмарка в Xолопьем городке собиралась на один день. Торговля её к этому времени совершенно упала, но Xолопий городок в духовном завещании Ивана IV Грозного по-прежнему называется «Холопий с торгом».

## Село
Теряя торговое значение, Холопий городок превратился в село Старое Холопье, которое, при возведении Казанской церкви с престолом Бориса и Глеба, стали именовать Борисоглебским.
Здесь был графский дворец Мусиных-Пушкиных, которым оно принадлежало в XVIII веке, в нём в советское время был открыт животноводческий техникум. В 1889 году в селе было 16 дворов; 52 мужчины и 61 женщина, церковь, построенная в 1798 году И. Я. Мусиным-Пушкиным, училище, больница, ярмарка.
В начале 1940-х годов село было затоплено при наполнении Рыбинского водохранилища. По свидетельству борисоглебцев, переехавших перед затоплением в село Брейтово, церковь стала целью при учебном бомбометании ВВС.